# Bauhaus-Galan
Bauhaus-Galan je atletický mítink Diamantové ligy pořádaný ve švédském Stockholmu.

## Rekordy mítinku

### Muži
| Disciplína                   | Výkon              | Atlet                                                            | Rok rekordu |
| ---------------------------- | ------------------ | ---------------------------------------------------------------- | ----------- |
| Běh na 100 metrů             | 9,84 (0.0 m/s)     | Tyson Gay                                                        | 2010        |
| Běh na 200 metrů             | 19,77 (+0.6 m/s)   | Michael Johnson                                                  | 1996        |
| Běh na 400 metrů             | 43,50              | Jeremy Wariner                                                   | 2007        |
| Běh na 800 metrů             | 1:41,73            | Wilson Kipketer                                                  | 1997        |
| Běh na 1000 metrů            | 2:13,93            | Abubaker Kaki Khamis                                             | 2008        |
| Běh na 1500 metrů            | 3:29,30            | Hišám Al-Karúdž                                                  | 1997        |
| Běh na 1 míli                | 3:51,32            | John Kibowen                                                     | 1998        |
| Běh na 2000 metrů            | 4:50,08            | Noah Ngeny                                                       | 1999        |
| Běh na 3000 metrů            | 7:25,79            | Kenenisa Bekele                                                  | 2007        |
| Běh na 5000 metrů            | 12:44,27           | Andreas Almgren                                                  | 2025        |
| Běh na 10 000 metrů          | 26:50,16           | Rhonex Kipruto                                                   | 2019        |
| Běh na 110 metrů překážek    | 12,91 (+0.2 m/s)   | Dayron Robles                                                    | 2008        |
| Běh na 400 metrů překážek    | 46,54              | Rai Benjamin                                                     | 2025        |
| Běh na 3000 metrů překážek   | 7:59,42            | Paul Kipsiele Koech                                              | 2007        |
| Skok do výšky                | 242 cm             | Patrik Sjöberg                                                   | 1987        |
| Skok o tyči                  | 628 cm Rekord DL   | Armand Duplantis                                                 | 2025        |
| Skok daleký                  | 859 cm (+0.4 m/s)  | Iván Pedroso                                                     | 1997        |
| Trojskok                     | 17,93 m (+1.6 m/s) | Kenny Harrison                                                   | 1990        |
| Vrh koulí                    | 22,09 m            | Christian Cantwell                                               | 2010        |
| Hod diskem                   | 70,02 m            | Kristjan Čeh                                                     | 2022        |
| Hod oštěpem                  | 90,31 m            | Anderson Peters                                                  | 2022        |
| Běh na 4 × 100 metrů         | 37,99              | Terrence Trammell Wallace Spearmon Shawn Crawford Michael Rodger | 2008        |
| Zdroj na IAFF Diamond League |                    |                                                                  |             |

### Ženy
| Disciplína                   | Výkon              | Atletka                                                                 | Rok rekordu |
| ---------------------------- | ------------------ | ----------------------------------------------------------------------- | ----------- |
| Běh na 100 metrů             | 10,75 (+0.9 m/s)   | Julien Alfredová                                                        | 2025        |
| Běh na 200 metrů             | 21,88 (+ 1.3 m/s)  | Allyson Felixová                                                        | 2009        |
| Běh na 400 metrů             | 49,70              | Allyson Felixová                                                        | 2007        |
| Běh na 800 metrů             | 1:56,28            | Rose Mary Almanzaová                                                    | 2021        |
| Běh na 1000 metrů            | 2:30,72            | Maria Mutolaová                                                         | 1995        |
| Běh na 1500 metrů            | 3:57,12            | Mary Deckerová                                                          | 1983        |
| Běh na 1 míli                | 4:24,6             | Silvana Cruciataová                                                     | 1981        |
| Běh na 3000 metrů            | 8:24,66            | Meseret Defarová                                                        | 2006        |
| Běh na 5000 metrů            | 14:12,88           | Meseret Defarová                                                        | 2008        |
| Běh na 10 000 metrů          | 31:07,34           | Meseret Defarová                                                        | 2009        |
| Běh na 100 metrů překážek    | 12,33 (+1.4 m/s)   | Grace Starková                                                          | 2015        |
| Běh na 400 metrů překážek    | 52,11              | Femke Bolová                                                            | 2025        |
| Běh na 3000 metrů překážek   | 9:04,34            | Hyvin Kyiengová Jepkemoiová                                             | 2021        |
| Skok do výšky                | 207 cm             | Blanka Vlašičová                                                        | 2007        |
| Skok o tyči                  | 486 cm             | Sandi Morrisová                                                         | 2018        |
| Skok daleký                  | 705 cm (+0.7 m/s)  | Galina Čisťakovová Tara Davis-Woodhallová                               | 1989 2025   |
| Trojskok                     | 14,83 m (+1.9 m/s) | Caterine Ibargüenová                                                    | 2011        |
| Vrh koulí                    | 20,63 m            | Nadzeja Astapčuková                                                     | 2010        |
| Hod diskem                   | 68,77 m            | Sandra Perkovićová                                                      | 2012        |
| Hod oštěpem                  | 68,59 m            | Marija Abakumovová                                                      | 2013        |
| Běh na 4 × 100 metrů         | 42,13              | Géraldine Freyová Mujinga Kambundjiová Salomé Koraová Ajla del Ponteová | 2022        |
| Zdroj na IAFF Diamond League |                    |                                                                         |             |

## Ročníky
- DN Galan 2010
- DN Galan 2011
- DN Galan 2012
- DN Galan 2013
- DN Galan 2014
- DN Galan 2015
- DN Galan 2016
- DN Galan 2017
- DN Galan 2018
- DN Galan 2019
- DN Galan 2020
- DN Galan 2021
- DN Galan 2022
- DN Galan 2023